# به دل نگیر دوست من!!
به دل نگیر دوست من!! (به هندی: Dil Pe Mat Le Yaar!!) و (به انگلیسی: Don't take it to heart, friend!!) فیلمی هندی محصول سال ۲۰۰۰ و به کارگردانی هانسال مهتا است. در این فیلم بازیگرانی همچون مانوج باجپایی، تابو، سراب شوکلا، آدیتا سیرواستاو، کیشور کادام، ویجای راز، هارش چاهایا، کاشمیرا شاه و ماهش بات ایفای نقش کرده‌اند.